# جاده قدیم (مجموعه تلویزیونی)
جاده قدیم عنوان مجموعه تلویزیونی طنز محصول ۱۳۹۴ و به کارگردانی بهرام بهرامیان و تهیه کنندگی علی تقی پور است. در این مجموعه تلویزیونی یکتا ناصر، شهرام حقیقت‌دوست، حمیدرضا آذرنگ، آنا نعمتی، حسین ملکی، امید روحانی، حبیب دهقان‌نسب و کیهان ملکی ایفای نقش می‌کنند. این مجموعه تلویزیونی در ۲۰ قسمت ۴۰ دقیقه‌ای و در بهار ۱۳۹۴ از شبکه یک سیما پخش شد. این مجموعه با همکاری شرکت پالایش و پخش فراورده‌های نفتی، در مرکز امور نمایشی سیما (سیمافیلم) تولید شده‌است.

## داستان
داستان مجموعه جاده قدیم، آغاز زندگی زن و شوهری تازه ازدواج کرده به نام زینت و نعمت است که پس از ازدواجشان همراه با یک گاو که جهیزیهٔ زینت است و آن گاو تنها دارایی آن‌ها می‌باشد به تهران می‌آیند. ماجرا از آن جا آغاز می‌شود که گاوشان در بدو ورود به تهران ناپدید می‌شود و آن جاست که مشکلات این زوج شروع می‌شود.

## بازیگران
- شهرام حقیقت دوست (طینت برادر زینت)
- یکتا ناصر (زینت همسر نعمت)
- حمیدرضا آذرنگ (نعمت پسر عموی زینت و طینت،همسر زینت)
- کیهان ملکی
- حبیب دهقان نسب (پلیس)
- آناهیتا نعمتی (آناهیتا نعمتی)
- امید روحانی (دکتر)
- چکامه چمن‌ماه
- حسین ملکی
- امید زندگانی (دامپزشک)